# Lithophane canentissima
Lithophane canentissima är en fjärilsart som beskrevs av John G. Franclemont 1942. Lithophane canentissima ingår i släktet Lithophane och familjen nattflyn. Inga underarter finns listade i Catalogue of Life.